# غزالة جاويد
غزالة جاويد مغنية بشتونية من مواليد 1 يناير 1988م. بدأت الغناء عام 2004 م واشتهرت بين الشباب البشتون في شمال باكستان وأفغانستان. توفيت مقتولة يوم 18 يونيو 2012م.

## حياتها والغناء
ولدت غزالة جاويد في الأول من يناير عام 1988 م في وادي سوات بباكستان. في أواخر عام 2007 م أحكمت طالبان قبضتها على مقاطعة وادي سوات مما اضطر عائلة غزالة إلى الرحيل إلى مدينة بيشاور. استقرت العائلة ببيشاور وبدأت غزالة الغناء من جديد وقامت بتسجيل بعض الأغاني.
فيما بعد، بدأت الفنانة غزالة في الظهور على المسرح في دبي وكابول وكانت تجني ما بين 12 ألف إلى 15 ألف دولار كل ليلة.
وفقاً لراديو كابول " كانت غزالة أكثر المغنيين البشتون طلباً من مستمعي الراديو وتحصلت على أجر لم يحصل عليه أي مغني بشتوني قبلها! "
في 7 فبراير 2010 م تزوجت غزالة من جيهانجير خان وهو رجل أعمال من بيشاور. فيما بعد وجراء الخلافات مع زوجها انتقلت لتعيش مع أبيها. كانت غزالة قد علمت بأن زوجها قد ارتبط قبل زواجهما بامرأة أخرى وهذا أدى بالنهاية إلى انفصالها عنه. في 12 أكتوبر 2011 م رفعت غزالة عريضة للمحكمة المدنية بسوات تطلب الطلاق من زوجها. المحكمة أقرت الحكم لصالحها في 4 ديسمبر 2011 م فظل زوجها السابق يطلب منها الرجوع إليه
وأحياناً بالتهديد وكانت تقابل ذلك بالرفض مما أدى إلى مقتلها وأبيها.

## الوفاة
قُتلت غزالة مع والدها في 18 يونيو 2012 برصاص مسلحين يستقلون دراجة نارية. في 16 ديسمبر 2013، أدانت محكمة مقاطعة سوات ومحكمة الجلسات زوجها السابق جهانجير خان بتهمة قتلها هي ووالدها وحكمت عليه بعقوبتين بالإعدام بالإضافة إلى غرامة قدرها 70 مليون روبية. في 22 مايو 2014 ألغت محكمة بيشاور العليا الحكم بعد أن توصل ورثة الضحيتين وجهانجير خان إلى تسوية.